# Serbi di Romania
I Serbi di Romania sono un gruppo etnico minoritario di Romania, che secondo il censimento del 2002, contava 22.518 persone, circa lo 0,1% della popolazione. Il censimento del 1992 contava 29.408 serbi. I serbi vivono principalmente nelle regioni del sud-ovest, dove costituiscono una maggioranza assoluta in due località: Pojejena, Caraș-Severin, (52.09%)  Svinița, Mehedinți, (87.27%) , e maggioranza relativa a Socol, Caraș-Severin, (49.54%). La regione con queste tre località viene chiamata Clisura Dunării (in lingua serba: Банатска Клисура, Banațka Klisura). 

## Religione
La maggioranza di serbi romeni professa l'ortodossia della Chiesa ortodossa serba a Timișoara, e i serbi di Svinița sono adepți ai ritului ortodox vechi. 

## Storia

### Banato, Pomorišje e Transilvania

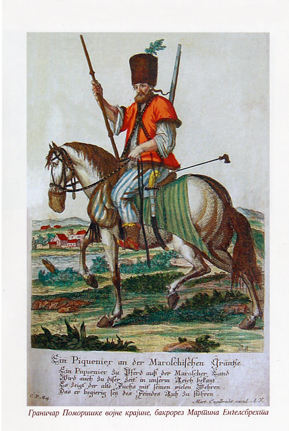
Uomo di frontiera della zona di Pomorišje, prima metà del secolo XVIII.

La popolazione serba di Romania fu più numerosa in passato. Anche se la maggioranza fu presente nel Banato, vi fu anche una comunità grande nella regione di Arad, conosciuta in lingua serba come Pomorišje, e in altre località come il principato di Transilvania, uomini servirono i principi di Transilvania. 
All'inizio del secolo XVIII, la città di Timișoara aveva 600-700 abitanti, di cui 446 erano serbi, 144 ebrei e 35 Armeni. 
Nel 1720, la popolazione della città di Arad aveva 177 famiglie romene, 162 serbe e 35 magiare. Dopo la divisione della frontiera militare a Tibisco – Mureș fu sconfitta, e molti serbi di Pomorišje si spostarono nella regione dell'Impero russo a Nova Serbia e Slavo-Serbia nel 1752. 
Dopo il Trattato di Versailles, che creò definitivamente il Regno di Romania e il Regno di Jugoslavia, vi furono 65.000 Serbi che attraversarono la frontiera. 
Agli inizi degli anni '50 del XX secolo, il regime comunista di Romania, nell'area sovietica entrò in crisi, in conflitto con la Repubblica Socialista Federale di Jugoslavia e numerosi serbi del Banato passarono a Bărăgan (Deportazione di Bărăgan). I deportati ritornarono nelle loro case nel 1956.

### Muntenia
Il dominio ottomano a sud del Danubio fece sì che molte comunità si rifugiarono in Valacchia, anche se sotto i turchi vi fu il riconoscimento di diritti di autonomia alla minoranza serba. 
Questi gruppi in passato furono chiamati come "sârbe", termine applicato agli slavi del sud, indifferentemente dalla nazionalità di appartenenza. La situazione cambiò nel secolo XIX, nel 1830 nelle statistiche ufficial "câți sârbi locuiesc aici în orașul Ploiești, toți dintre ei fiind bulgari" (Giurescu, p.269).
Si presuppone che serbi furono in maggioranza mercenari noti come seimeni, fatto storico documentato; "seimeni sârbi" durante la rivolta del 1655, sotto il dominio di Matei Basarab. 

## Monasteri serbi in Romania
Lista dei monasteri serbi in Romania: 
- Mânăstirea Sveti Đorđe (Манастир светог Ђорђа - Манастир свети Ђурађ / Manastir svetog Đorđa - Manastir sveti Đurađ). Leggenda dice che fu fondata nel 1485 dal despota Jovan Branković. Poi ricostruita.
- Mânăstirea Šemljug (Манастир Шемљуг / Manastir Šemljug). Fu fondata nel secolo XV.
- Mânăstirea Sveti Simeon (Манастир светог Симеона / Manastir svetog Simeona).
- Mânăstirea Bazjaš (Манастир Базјаш / Manastir Bazjaš).
- Mânăstirea Bezdin (Манастир Бездин / Manastir Bezdin).
- Mânăstirea Zlatica (Манастир Златица / Manastir Zlatica).
- Mânăstirea Kusić (Манастир Кусић / Manastir Kusić).

## Carașoveni
Carașoveni sono un gruppo di dialetto torlacco della lingua serba, nel distretto di Caraș-Severin, dove costituisce una maggioranza in località Carașova (84,60%) e Lupac (93,38%). 
Originariamente i Carașoveni sono presenti nella regione a nord del fiume Timok, e emigrati verso il Banato nel secolo XIV. Sono di religione cattolica, e molti di loro si dichiarano di etnia Croata.